# UTC−01:00

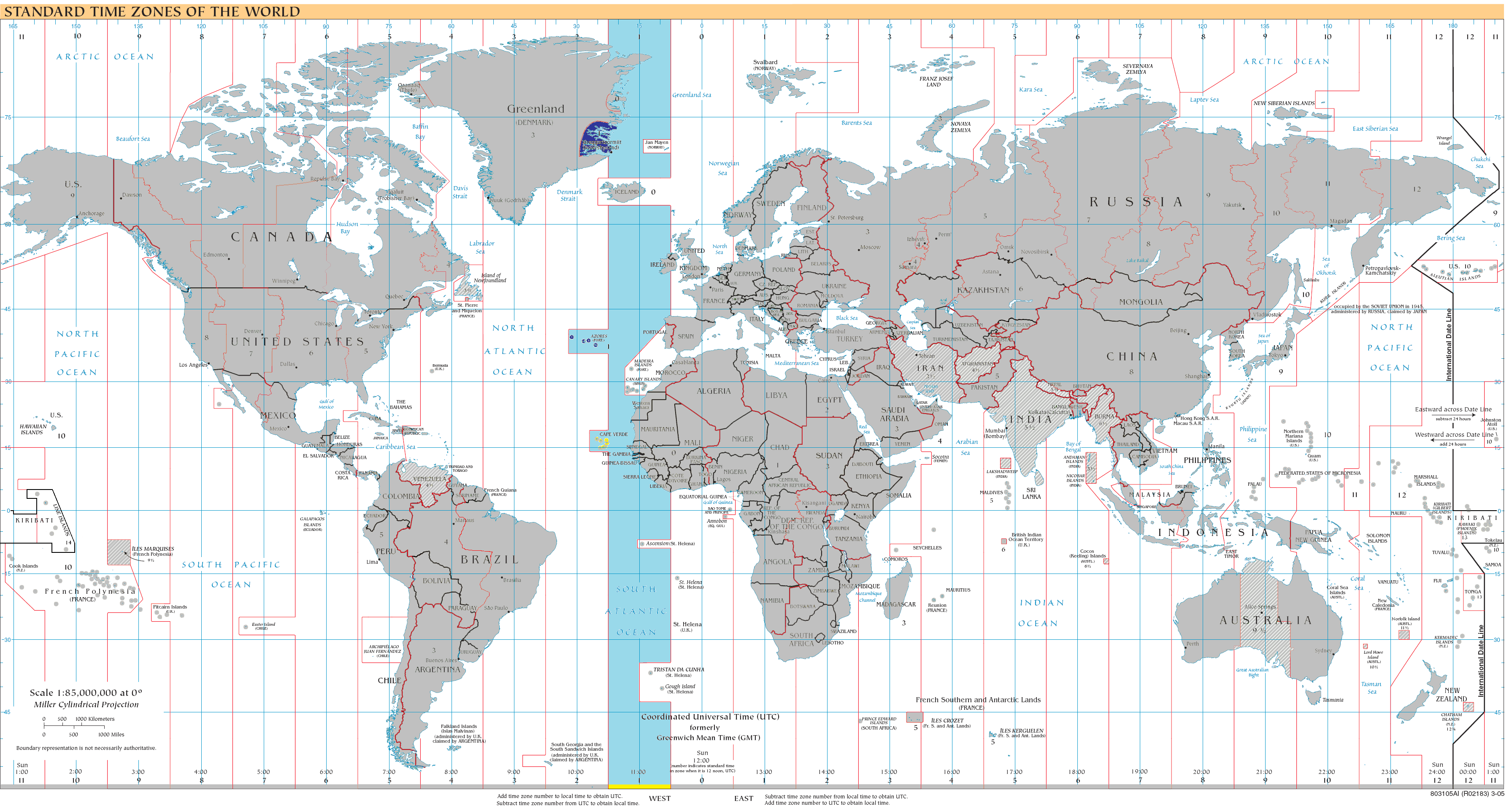
UTC-01:Blau (desembre), taronja (juny), groc (l'any sencer), blau clar (àrees marines)

UTC−01:00 és una zona horària d'UTC amb 1 hora de retard de l'UTC. El seu codi DTG és N -Novembre.

## Zones horàries
- Azores Standard Time (AZOST)
- Cape Verde Time (CVT)

## Franges

### Temps estàndard (l'any sencer)
- Cap Verd

### Temps estàndard (hivern a l'hemisferi nord)
Aquestes zones utilitzen el UTC-01:00 a l'hivern i el UTC±0 a l'estiu.
- Groenlàndia
  - Ittoqqortoormiit
- Portugal
  - Açores

## Geografia
UTC-01 és la zona horària nàutica que comprèn l'alta mar entre 22,5°O i 7,5°O de longitud. En el temps solar aquest fus horari és el corresponent el meridià 15° oest.